# Ронцо-Киенис
Ро̀нцо-Киѐнис (на италиански: Ronzo-Chienis; на ладински: Ronz, Ронж) е село и община в Северна Италия, автономна провинция Тренто, автономен регион Трентино-Южен Тирол. Разположено е на 1000 m надморска височина. Населението на общината е 900 души (към 2018 г.).